# Незабравимата (теленовела)
„Незабравимата“ (на испански: La inolvidable) е венецуелска теленовела от 1996 година.

## Сюжет
Една нощ през 1935 година, европейски пътуващ цирк пристига в малък град. Забележителен млад мъж е главната атракция. Това е Симон Леал, артист, който постоянно предизвиква смъртта като се измъква от невероятни ситуации, удивлявайки дори най-заклетите скептици. Но Симон не е чужд на този град – той е роден тук, в тъмна гориста местност преди 25 години, сред агонизиращите викове на майка си, която никога не вижда и страдалческото мълчание на баща си, който го е изоставил в сиропиталище преди още да си поеме първия дъх.
Родителите на Симон са били убити през една ноемврийска нощ на 1910 година и от самото си раждане, той се е научил да се бори за живота си и с единствената мисъл – да си отмъсти за смъртта на родителите си. Докато подготвя първото си действие, Симон не подозира какъв обрат ще настъпи в живота му.
Постепенно, той разкрива самоличността на убиеца на родителите му, случайно заснет на лента, но през всички тези години е било прикрито от злонамерени и алчни хора, които са готови на всичко, за да пазят тайната от хората. Симон използва информацията от филма, за да създаде свой собствен: един филм, който излага известен полковник от правителството и го показва като убиец.
По ирония на съдбата, режисьор на филма и главна актриса става дъщерята на полковника. Но съдбата е подготвила изненада за Симон, докато той е в града. Той открива, че любовта е много по-силна от неговото желание за отмъщение.
Симон Лела се влюбва безумно в Мария Тереса Монтеро, звездата на филма му и любимата дъщеря на неговия враг, полковник Максимилиано Монтеро.
Мария Тереса е красивата дъщеря на заможното и политически силното семейство Монтеро. За Симон, нейната добродушна натура и ненадмината красота става незабравима. Но тираничният баща на Мария Тереса прибягва до измама и дори на убийство, за да я раздели със Симона.
В края на краищата, Мария Тереса е принудена да се омъжи за човек, когото не обича и да прикрива страданието си, вярвайки че любовта на живота ѝ е изгубена завинаги.
Любовта на Мария Тереса и Симон, така осуетена, отприщва поредица от жестоки заговори и омраза, които разтърсват из основи семействата им и обществото, в което живеят. Но това е страст толкова силна, че Симон и Мария Тереса научават, че няма къде да избягат от връзките на любовта.

## Актьорски състав
| Роля                        | Изпълнител          |
| --------------------------- | ------------------- |
| Симон Леал                  | Рафаел Ромеро       |
| Мария Тереса Монтеро        | Кристиан Гоут       |
| Хасинта Леал                | Флор Нуньес         |
| Максимилиано Монтеро        | Едуардо Серано      |
| Нативидад                   | Мария Луиса Ламата  |
| Мерседес Монтеро            | Ерминия Мартинес    |
| Игуменката                  | Есперанска Магас    |
| Гумерсиндо                  | Фернандо Флорес     |
| Селсо                       | Хуан Франкис        |
| Маканео Карату              | Педро Дуран         |
| Астолфо Аристисабал         | Алберто Алифа       |
| Асусена                     | Дад Дагер           |
| Франсиско де Паула Калканьо | Феликс Лорето       |
| Вирхиния Калканьо           | Даниела Алварадо    |
| Хуан Висенте Монтеро        | Хуан Карлос Алакрон |
| Саграрио Монтеро            | Индира Леал         |
| Леонор Калканьо             | Амалия Перес Диас   |

## В България
В България теленовелата е излъчена през 1997-1998 г. по Нова телевизия. Ролите се озвучават от Ани Василева, Силвия Лулчева, Маргарита Пехливанова, Антония Драгова, Силви Стоицов, Васил Банов, Борис Чернев, Васил Бинев и Иван Танев.